# Хьюз, Эдвард (художник)

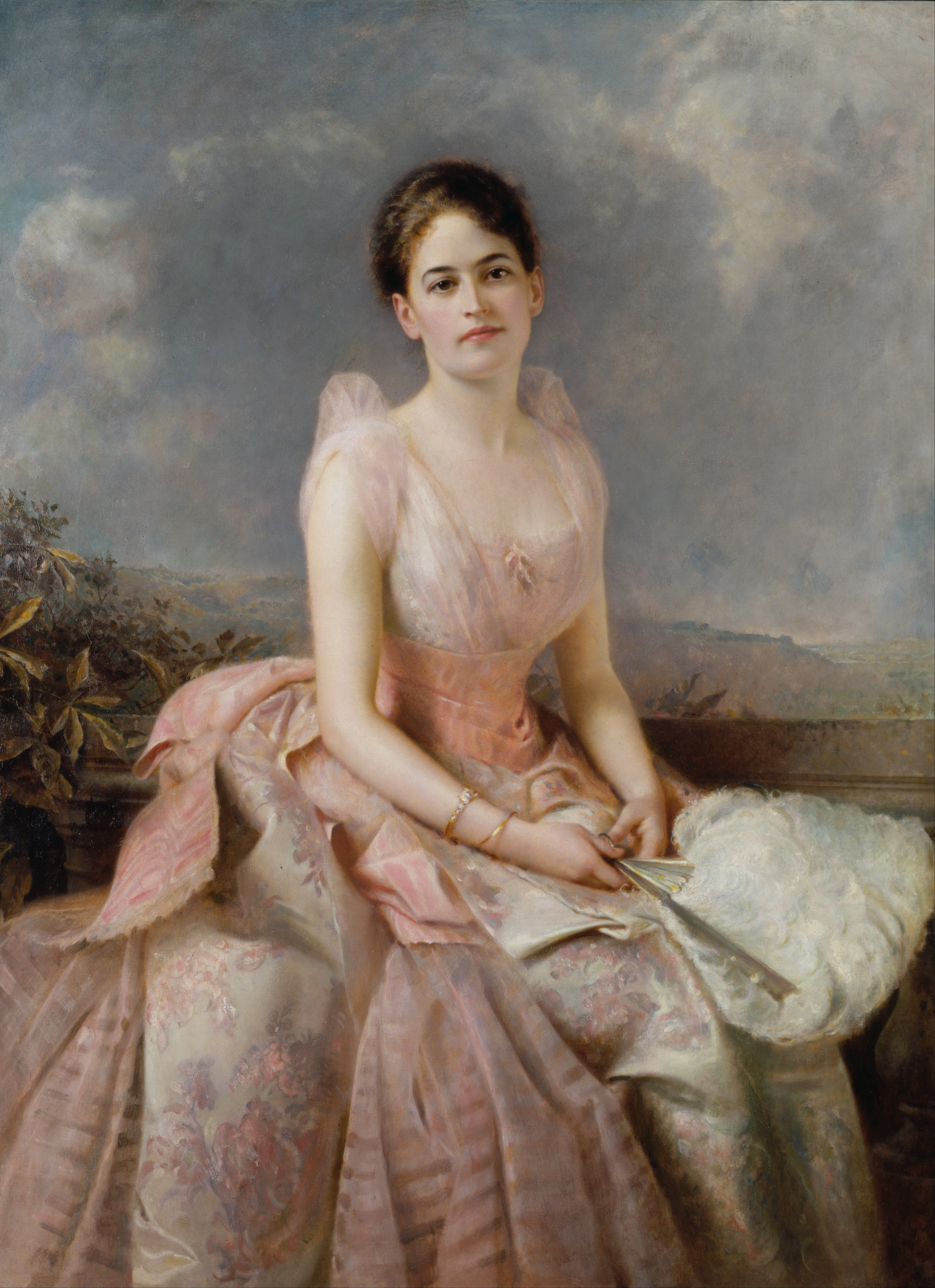
Эдвард Хьюз. Портрет Juliette Gordon Low

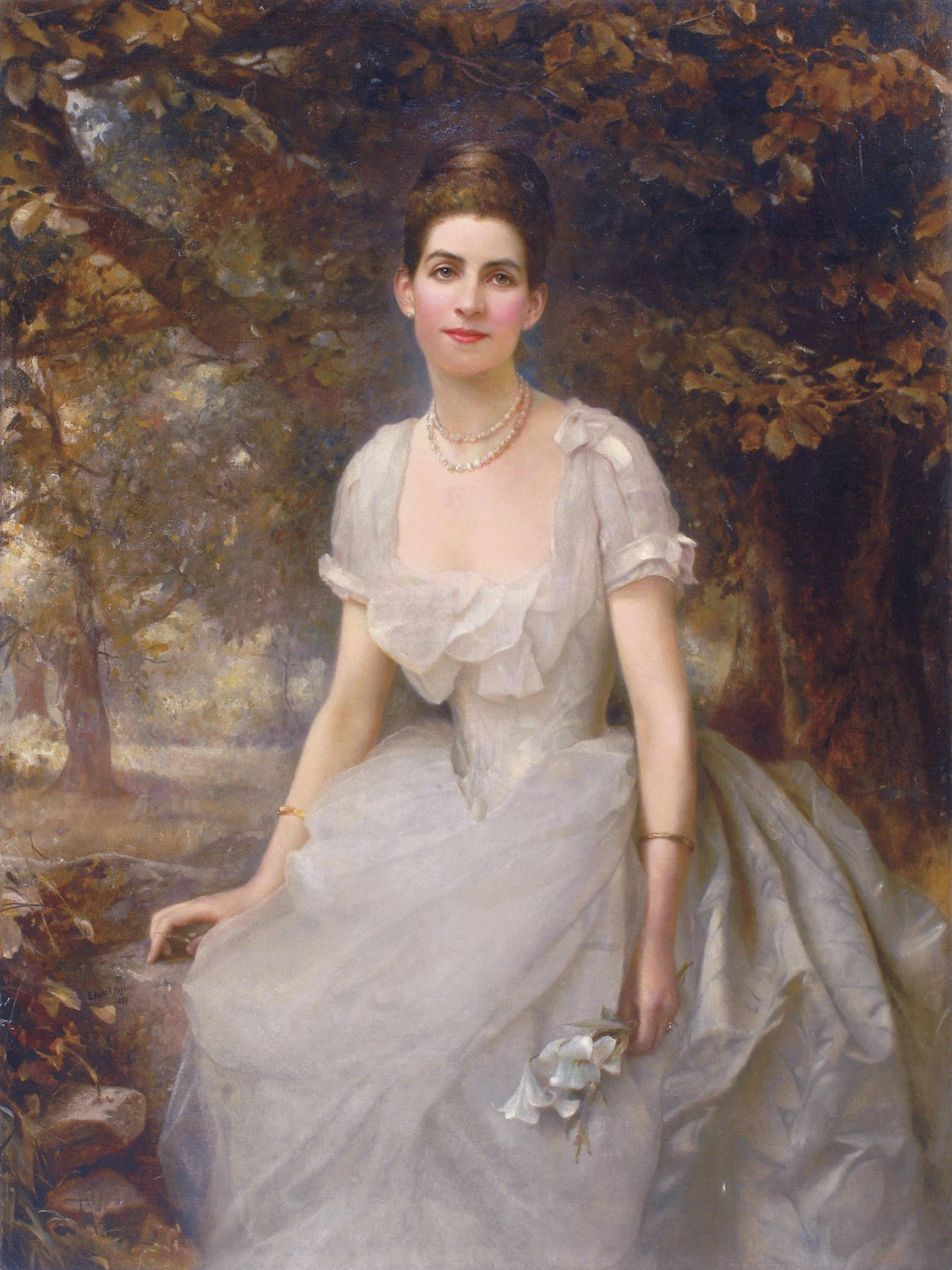
Эдвард Хьюз, портрет Vere Monckton-Arundell (1832—1908)

Эдвард Хьюз (англ. Edward Hughes; 14 сентября 1832 года — 14 мая 1908 года) — британский художник, который специализировался на портретной живописи.

## Биография
Эдвард Хьюз, сын художника Джорджа Хьюза (George Hughes), родился 4 сентября 1832 года в районе Пентонвилл, Лондон. С детского возраста мальчик проявил художественные способности в живописи. В 1846 году он поступил в Королевскую Академию художеств, а уже год спустя был награждён серебряной медалью Королевского общества искусств за картины, нарисованные пастелью. С 1847 по 1884 год Хьюз представил 36 своих картин на обозрение в Королевской Академии художеств.
Эдвард Хьюз также работал художником-иллюстратором книг, сотрудничал с франко-британским карикатуристом Жоржем дю Морье в создании иллюстраций для книги Уилки Коллинза «Бедная Мисс Финч» (Poor Miss Finch). С 1878 года он стал заниматься в основном портретной живописью, которую высоко оценил Джон Эверетт Милле, английский художник, один из основателей Братства прерафаэлитов.
Эдвард Хьюз был дважды женат, скончался 14 мая 1908 года. Похоронен на Хайгетском кладбище в Лондоне. Его старшая дочь и биограф Алиса Хьюз стала известным фотографом-портретистом.

## Творчество
Эдвард Хьюз известен в основном своими портретами. Его кисти принадлежит, в числе прочего, портрет королевы Марии Текской, супруги Георга V. Эта картина выставлена в вестибюле Букингемского Дворца.
Художник написал, как минимум, три портрета королевы Александры; портреты Луизы Великобританской, герцогини Файф — старшей дочери короля Эдуарда VII и Александры Датской; Принцессы Соединенного Королевства Виктории; Королевы Норвегии; члена британской королевской семьи, внучки короля Георга III — Марии Аделаиды Кембриджской; Принца Уэльского (будущего короля Георга V); его брата, Принца Альберта и его сестры княжны Марии. Часть его картин в настоящее время хранятся в Королевской коллекции

## Список литературы
1. 1 2  Oxford Dictionary of National Biography (англ.) / C. Matthew — Oxford: OUP, 2004.
2. 1 2 3  https://en.wikisource.org/wiki/Page:Dictionary_of_National_Biography,_Second_Supplement,_volume_2.djvu/339
3. ↑  Edward Hughes // RKDartists (нидерл.)
4. ↑  RKDartists (нидерл.)
5. 1 2  Union List of Artist Names (англ.)
6. ↑  Page:Dictionary of National Biography, Second Supplement, volume 2.djvu/339 - Wikisource, the free online library. en.wikisource.org. Дата обращения: 27 сентября 2017. Архивировано 28 сентября 2017 года.
7. ↑  Graves, Algernon. The Royal Academy of Arts; a complete dictionary of contributors and their work from its foundation in 1769 to 1904 (англ.). — P. 184.
8. ↑  Edward Hughes (1832–1908). victorianweb.org. Дата обращения: 29 сентября 2017. Архивировано 28 сентября 2017 года.
9. ↑  Hughes, Alice: My Father and I (1923) Pub: Thornton Butterworth
10. ↑  Edward Hughes (1832-1908) - Queen Mary (1867-1953) when Victoria Mary, Duchess of York. royalcollection.org.uk. Дата обращения: 27 сентября 2017. Архивировано 28 сентября 2017 года.